# 王蘭庭
王蘭庭（?—?），安徽省六安直隸州人，清朝政治人物、同進士出身。
光緒二十四年（1898年），参加光緒戊戌科殿試，登進士三甲96名。同年五月，改翰林院庶吉士。光緒二十九年四月，散館，授翰林院檢討。